# Олійна пальма
Олійна пальма (Elaeis guineensis) — вид роду олійна пальма родини пальмові.
Інші назви: Африканська олійна пальма, або Елеїс гвінейський.
Батьківщиною цієї рослини вважаються прибережні райони екваторіальної Західної Африки від 16 с. ш. до 15 пд.ш. Культивується, крім Африки, і в інших країнах з тропічним кліматом (Малайзія, Індонезія, Нігерія та ін.) для отримання цінної харчової і технічної олії.

## Ботанічний опис

### Морфологія

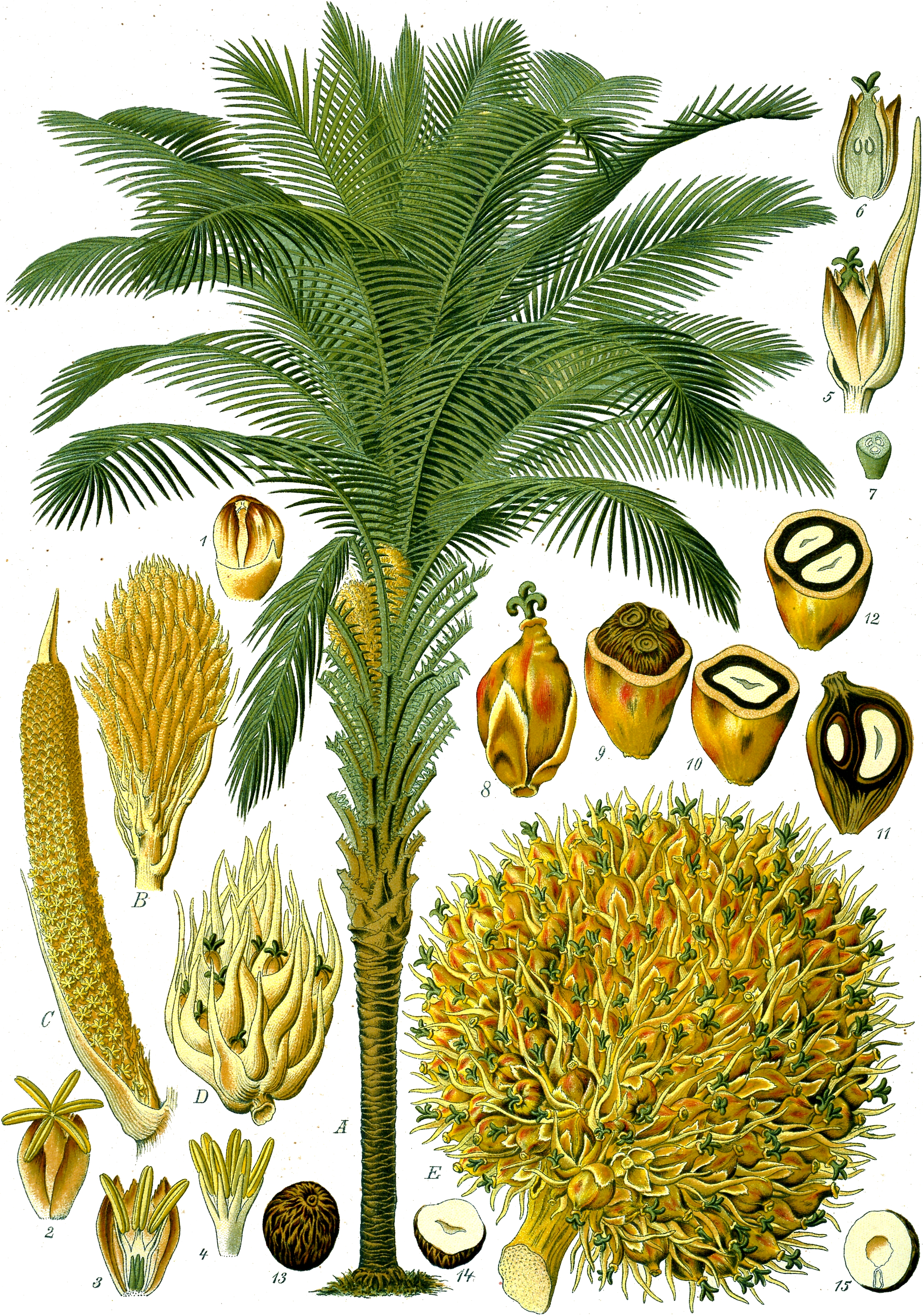
Олійна пальма

У дикорослому вигляді олійна пальма являє собою дерево висотою до 20-30 м, в культурі вона рідко буває вище 10-15 метрів. Стовбур з'являється лише на четвертий-шостий рік життя, а під пологом лісу іноді тільки через 15-20 років. Діаметр стовбура у дорослого дерева сягає 25 см.
Коренева система потужна, але залягає зазвичай неглибоко. У дорослих рослин від основи стовбура відходять численні додаткові корені, у деяких екземплярів вони густо покривають стовбур до висоти 1 м.
Листя великі, перисті, довжиною до 6-7 м. У кроні дорослої рослини їх 20-40 штук, причому до 20-25 листя щорічно відмирає, замінюючись новими. На черешках листя є великі буруваті шипи.
Суцвіття великі (довжиною до 70 см), розташовані в пазухах листків. Зазвичай чоловічі та жіночі суцвіття утворюються на одній рослині, хоча зрідка зустрічаються і дводомні рослини. Іноді в одному суцвітті можна виявити квітки обох статей, частіше це буває у молодих пальм. Чоловіче суцвіття містить до 150 тисяч квіток і виробляє величезну кількість пилку: до 1 млрд пилкових зерен з одного суцвіття.
Вісь жіночого суцвіття значно товщі, ніж у чоловічого. На ньому розвивається до 600—800 плодів, загальна маса плодової кисті 10-30 кг, іноді й більше. У рік на одній рослині утворюється 3-6, іноді до 10 таких кистей.
Плід олійної пальми — проста кістянка величиною із сливу (3-5 см завдовжки), масою в середньому 6-8 грамів. Забарвлення шкаралупи зазвичай помаранчева, хоча зустрічаються рослини з фіолетовими і чорними плодами

### Екологія
Дикорослі пальми зацвітають і дають плоди лише на 10-20-й рік життя, в культурі рослини починають плодоносити на 3-4-й рік після посадки. Максимальної урожайності досягає у віці 15-18 років, всього ж термін життя цієї рослини становить 80-120 років.
Олійна пальма росте в жаркому і вологому кліматі екваторіальному, оптимальна середня річна температура для цієї рослини становить 24-28 . Оптимальне річна кількість опадів: 1500-3000 мм.
Вона також дуже світлолюбна, розвиток значно затримується і врожайність падає в умовах навіть незначного затінення. Як показали спостереження, в дощовий сезон, при недостатньому сонячному освітленні утворюється більше чоловічих суцвіть, а інтенсивне освітлення сприяє появі жіночих суцвіть.
До ґрунтів олійна пальма досить невимоглива і може рости майже на будь-яких типах ґрунтів тропічної зони.

### Класифікація за будовою плодів
За будовою плоду прийнято поділяти все розмаїття форм олійних пальм на 3 типи:
- «Дура» (лат. dura) — Плоди з товстою (до 8 мм) шкаралупою ядра. Шар м'якоті околоплодника тонкий, становить 30-45 % від маси плоду, ядро — 10-15 %. До цього типу належить більшість як дикоростучих, так і культурних пальм в західній Африці.
- «Тенере» (лат. tenera) — З тонкою шкаралупою і добре розвиненою м'якоттю околоплодника (до 80 % від маси плоду). Вихід олії з плодів цього типу набагато вище.
- «Пісіфера» (лат. pisifera) — В плодах у цього типу відсутня ендокарпій, а часто і насіння. Плоди дрібні (до 5 г) і маса кисті менше ніж у перерахованих вище типів, тому для комерційного вирощування цей тип не представляє великого інтересу, однак використовується в селекції[6].

## Застосування
З плодів олійної пальми одержують два типи олії:
- М'якоть околоплодника містить 22-70 % жирної олії (пальмова олія). Вона оранжево-жовтого кольору, містить багато каротиноїдів, твердне при кімнатній температурі. Використовується у виробництві мила, свічок, маргарину.
- В насінні міститься до 30 % так званої «ядропальмової олії». Вона майже безбарвна, має горіховий присмак і вважається одною з найкращих рослинних олій. Використовується як харчова, у кулінарній промисловості, виробництві маргарину, в медицині — як основи мазей і супозиторіїв[3].

Солодкий сік, одержуваний з надрізів на черешках суцвіть, використовують для пиття в свіжому вигляді, а також зброджують для отримання алкогольного напою. З однієї рослини за добу можна отримати близько 4 літрів соку.

## Культивація
Олія з плодів цієї рослини виготовляли з давніх часів. Глечик зі слідами пальмової олії був виявлений при археологічних розкопках африканських могильників, що відносяться до третього тисячоліття до н. е.. Однак обробляти її в промислових масштабах почали лише в XX столітті, коли олією з її плодів зацікавились компанії, що виробляють маргарин і мило. У 1911 році було розпочато широкомасштабне розведення олійної пальми в Індонезії, а в 1919 році — в Малайзії. Також були значно розширені площі, зайняті олійної пальмою в країнах Африки. Зараз олійна пальма стала однією з провідних олійних культур у світі. У 1988 році світове виробництво олії з плодів олійної пальми становила 9,1 млн тонн і з кожним роком воно все збільшується.
Олійну пальму розмножують насінням. Для стимуляції проростання насіння їх піддають дії підвищеної (37-40) температури. Після проростання насіння висівають в розплідники. З одного гектара розплідника отримують до 20 тисяч саджанців, цього достатньо для посадки 60-130 гектарів промислових плантацій.
Також для комерційного отримання саджанців активно застосовують технології мікроклонального розмноження в умовах in vitro
Підвищення врожайності домагаються введенням сучасних інтенсивних технологій обробітку замість застарілих, що використовуються з давніх часів місцевим населенням в Африці, а також виведенням нових, більш врожайних і дають більший вихід олії гібридів і сортів олійної пальми.

## Синоніми
- Elaeis dybowskii Hua
- Elaeis guineensis var. albescens
- Elaeis guineensis f. androgyna
- Elaeis guineensis var. angulosa
- Elaeis guineensis f. caryolitica
- Elaeis guineensis var. ceredia
- Elaeis guineensis var. compressa
- Elaeis guineensis f. dioica
- Elaeis guineensis f. dura
- Elaeis guineensis f. fatua
- Elaeis guineensis var. gracilinux
- Elaeis guineensis var. idolatrica
- Elaeis guineensis var. intermedia
- Elaeis guineensis var. leucocarpa
- Elaeis guineensis var. macrocarpa
- Elaeis guineensis var. macrocarya
- Elaeis guineensis var. macrophylla
- Elaeis guineensis var. macrosperma
- Elaeis guineensis var. madagascariensis
- Elaeis guineensis var. microsperma
- Elaeis guineensis subsp. nigrescens
- Elaeis guineensis var. pisifera
- Elaeis guineensis f. ramosa
- Elaeis guineensis var. repanda
- Elaeis guineensis var. rostrata
- Elaeis guineensis f. semidura
- Elaeis guineensis var. sempernigra
- Elaeis guineensis var. spectabilis
- Elaeis guineensis f. tenera
- Elaeis guineensis subsp. virescens
- Elaeis macrophylla A.Chev.
- Elaeis madagascariensis (Jum. & H.Perrier) Becc.
- Elaeis melanococca Gaertn. (synonym)
- Elaeis melanococca var. semicircularis
- Elaeis nigrescens (A.Chev.) Prain
- Elaeis virescens (A.Chev.) Prain
- Palma oleosa Mill.

## Корисні посилання
Про олійну пальму на сайтах:
- Вирощування на сайті www.netafim.com.ua
- Значення слова на сайті vseslova.com.ua